# 國道125號 (日本)
國道125號是日本自千葉縣香取市至埼玉縣熊谷市的一般國道。

## 概要
- 距離：129.0km
- 起點：千葉縣香取市（國道51號、國道356號（日语：国道356号）交匯點）
- 終點：埼玉縣熊谷市（佐谷田北交岔點 = 國道17號）
- 主要經由地：茨城縣土浦市、筑波市、下妻市、古河市，埼玉縣加須市、羽生市、行田市
- 指定區間：千葉縣香取市佐原（國道51號、國道356號交匯點） - 茨城縣稻敷市北田交岔點（與 國道51號共線區間）、茨城縣古河市三杉町交岔點 - 埼玉縣久喜市栗橋交岔點（與 國道4號共線區間）

## 歷史
- 1953年（昭和28年）5月18日　指定為二級國道125號佐原熊谷線（千葉縣佐原市（現香取市） - 埼玉縣熊谷市）。
- 1965年（昭和40年）4月1日　變更為一般國道125號。

## 通過市町村
- 千葉縣
  - 香取市
- 茨城縣
  - 稻敷市 - 稻敷郡美浦村 - 稻敷郡阿見町 - 土浦市 - 筑波市 - 下妻市 - 結城郡八千代町 - 古河市
- 埼玉縣
  - 久喜市 - 加須市 - 羽生市 - 行田市 - 熊谷市

## 與高速道路交匯處
- 常磐自動車道
  - 土浦北IC
- 東北自動車道
  - 加須IC

## 與國道交岔處
- 國道51號（千葉縣香取市 - 茨城縣稻敷市，起點、共線）
- 國道356號（千葉縣香取市，起點）
- 國道354號（茨城縣土浦市，共線）
- 國道6號（茨城縣土浦市）
- 國道408號（茨城縣筑波市，共線）
- 國道294號（茨城縣下妻市）
- 新4號繞道（茨城縣古河市）
- 國道4號（茨城縣古河市三杉町 - 埼玉縣久喜市栗橋間共線）
- 國道122號（埼玉縣加須市）（埼玉縣羽生市，共線 （國道125號加須羽生繞道下川崎交岔點 - 國道125號行田繞道須影交岔點間））
- 國道17號熊谷繞道（埼玉縣行田市持田IC）
- 國道17號（埼玉縣熊谷市，終點）

## 繞道
- 櫻川繞道
- 阿見美浦繞道
- 土浦繞道
- 新治土浦繞道
- 筑波繞道
- 加須羽生繞道
- 行田繞道
- 栗橋大利根繞道（未通車）

## 共線區間
- 國道51號（千葉縣香取市　國道356號交匯點 - 茨城縣稻敷市　北田交岔點）
- 國道354號（茨城縣土浦市　中央1丁目交岔點 - 龜城公園北交岔點）
- 國道408號（茨城縣筑波市　學園都市北入口（田中）交岔點 - 茨城縣下妻市　高木川西交岔點）
- 國道4號（茨城縣古河市　三杉町交岔點 - 埼玉縣久喜市栗橋　栗橋交岔點）
- 國道122號（埼玉縣羽生市　國道125號加須羽生繞道下川崎交岔點 - 國道125號行田繞道須影交岔點）

## 關連項目
- 關東地方道路一覽
- 北關東